# Anastasio Somoza Portocarrero
Anastasio Jesús Somoza Portocarrero (18 de diciembre de 1951, Miami) es un militar, político y empresario nicaragüense, hijo mayor de Anastasio Somoza Debayle y Hope Portocarrero y nieto de los fundadores de la dinastía somocista, Anastasio Somoza García y Salvadora Debayle de Somoza.

## Biografía
Popularmente llamado "El Chigüín" es el primogénito de una familia de cinco hijos. Es ciudadano estadounidense, al igual que su madre. Nació en Miami y vivió de niño en Nueva York y Nicaragua hasta los 12 años de edad, donde asistió al Colegio Pedagógico La Salle y concluyó sus estudios secundarios en colegios internados en Newton (Massachusetts) y Kent (Connecticut).
En 1973, se gradúa en la Escuela de negocios de Harvard. Realizó su carrera militar en la Real Academia Militar de Sandhurst,  Inglaterra y asistió a cursos en las escuelas militares estadounidenses de Fuerte Bragg, Fort Benning y Fort Leavenworth.
Habla inglés, español y francés.
Durante el mandato de su padre, a finales de los años 70, estuvo a cargo de la "Escuela de Entrenamiento Básico de Infantería" (EEBI) y comandante de las tropas de élite de la Guardia Nacional (GN).
Poco después del triunfo de la revolución, se mudó a Francia y posteriormente fijó su residencia entre Estados Unidos y  Guatemala.
En 1983 se casó con la salvadoñera Marisa Celasco con quien tuvo 3 hijos.
En el año 2000 anunció sus intenciones de regresar a Nicaragua.  
A principios del 2008 realizó declaraciones al diario nicaragüense La Prensa que crearon polémica y despertaron viejas pasiones, muchos repudiándolo y otros apoyándolo. Un reportero del diario viajó a Guatemala para conseguir una entrevista con Somoza Portocarrero, que fue publicada en el diario en una serie. Fueron sus primeras declaraciones públicas prácticamente desde el triunfo de la Revolución Sandinista que derrocó a su padre.
Actualmente, Somoza Portocarrero continúa viviendo en Estados Unidos y no ha vuelto a insistir en su visita a Nicaragua.